# Östanå pappersbruk, Hälsingland
Ej att förväxla med Östanå pappersbruk i Östra Göinge kommun i Skåne.

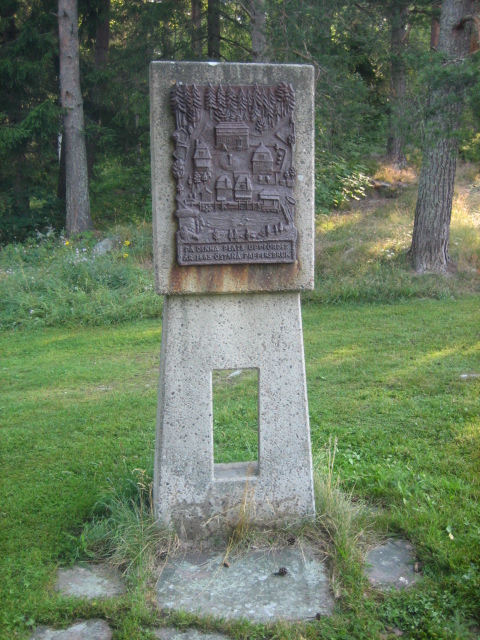
Minnessten på platsen där pappersbruket låg. Texten på stenen lyder "På denna plats uppfördes år 1665 Östanå pappersbruk"

Östanå pappersbruk var ett pappersbruk som anlades 1665 i Njutångers socken, cirka 2 km väster om Iggesund. Bruket anlades av professor Martin Brunnerus i sin hemsocken och boktryckaren Henric Curio, bägge verksamma vid Uppsala universitet. Främsta anledningen till grundandet av bruket var just att förse universitetets boktryckeri med tryckpapper. Pappersproduktionen baserades på linnelump. Iggesunds Bruk köpte Östanå pappersbruk 1771. Bruket var i drift fram till 1842, då det förstördes i en brand.

## Källhänvisningar
1. ↑  ”Papperet i Sverige”. Tumba Bruksmuseum. Arkiverad från originalet den 5 mars 2016. https://web.archive.org/web/20160305022400/http://www.tumbabruksmuseum.se/skola/pappershistoria_sv.htm. Läst 6 februari 2012.
2. ↑  Häkli, Esko (02 2008). ”Papperets kronologi. Årtal i urval”. sid. 6. http://www.nph.nu/pdf-filer/papperets_kronologi.pdf. Läst 6 december 2000.
3. ↑  Holm, Rurik: Martin Brunnerus i Svenskt biografiskt lexikon
4. ↑  ”Holmen och omvärlden”. Holmen AB. 2008. Arkiverad från originalet den 23 mars 2020. https://web.archive.org/web/20200323003629/http://investors.holmen.com/files/press/holmen/Holmen_2008_HR_sv.pdf. Läst 6 december 2012.
5. ↑  ”Gefleborgs Län 1838-1842”. KONGL. MAJ:T FEMÅRS-BERÄTTELSE. SCB. sid. 12. http://www.scb.se/Grupp/Hitta_statistik/Historisk_statistik/_Dokument/BISOS%20aldre/BISOS%20H/Befallningshavandes%20femarsberattelse%201838-1842%20i%2015%20Gavleborgs%20lan.pdf. Läst 6 december 2012.